# Điện Mặt Trời ở Việt Nam
Điện Mặt Trời ở Việt Nam thuộc nhóm công nghiệp năng lượng mới nổi, được nhập cuộc theo sự phát triển nguồn năng lượng tái tạo chung của thế giới, sự nhập khẩu khoa học kỹ thuật, đồng thời đáp ứng nhu cầu phát triển nguồn năng lượng khi các nguồn thủy điện lớn đã khai thác hết, các thủy điện nhỏ không đảm bảo lợi ích mang lại so với thiệt hại môi trường mà nó gây ra. Mặt khác, Việt Nam có tiềm năng lớn về năng lượng Mặt Trời và gió, do ở gần xích đạo và tồn tại những vùng khô nắng nhiều như các tỉnh Nam Trung Bộ. Vì thế, điện Mặt Trời cùng với điện gió đang được Nhà nước Việt Nam khuyến khích phát triển, thể hiện ở Quyết định 2068/QĐ-TTg ngày 25 tháng 11 năm 2015 của Thủ tướng Chính phủ Việt Nam phê duyệt Chiến lược phát triển năng lượng tái tạo của Việt Nam đến năm 2030, tầm nhìn đến năm 2050, đảm bảo phát triển nguồn điện khi dừng các dự án điện hạt nhân và giảm bớt các nhiệt điện đốt hóa thạch.
Những ưu đãi về đầu tư xây dựng nhà máy và giá bán điện cho Điện lực Việt Nam đã thu hút sự quan tâm của nhà đầu tư cả trong và ngoài nước. Vì thế, tuy chỉ bắt đầu xây dựng nhà máy điện Mặt Trời từ năm 2015, đến giữa năm 2019 đã có vài trăm dự án có công suất lắp máy từ 20 đến 250 MW đã hoặc sắp hoàn thành. Theo EVN, tính tới ngày 30 tháng 5 năm 2019, đã có 47 dự án điện Mặt Trời với tổng công suất 2.300 MW được đấu nối vào lưới điện quốc gia này.
Nhược điểm của điện Mặt Trời là điện năng chỉ được tạo ra khi có ánh sáng Mặt Trời (không thể phát điện vào buổi tối và đêm), và công suất phát ra không cố định mà thay đổi liên tục theo thời tiết (ví dụ như khi trời âm u thì công suất sẽ tụt giảm so với khi trời nắng). Vùng thuận lợi cho đặt nhà máy cũng thường cách xa vùng tiêu thụ, làm tăng hao phí do truyền tải. Điều này làm cho lưới điện phải bố trí dẫn truyền điện, và phải có kế hoạch điều hòa nguồn phát thích hợp để đảm bảo năng lượng cho các phụ tải tiêu thụ. Chi phí sản xuất điện mặt trời hiện nay vẫn đắt hơn so với thuỷ điện và nhiệt điện. 

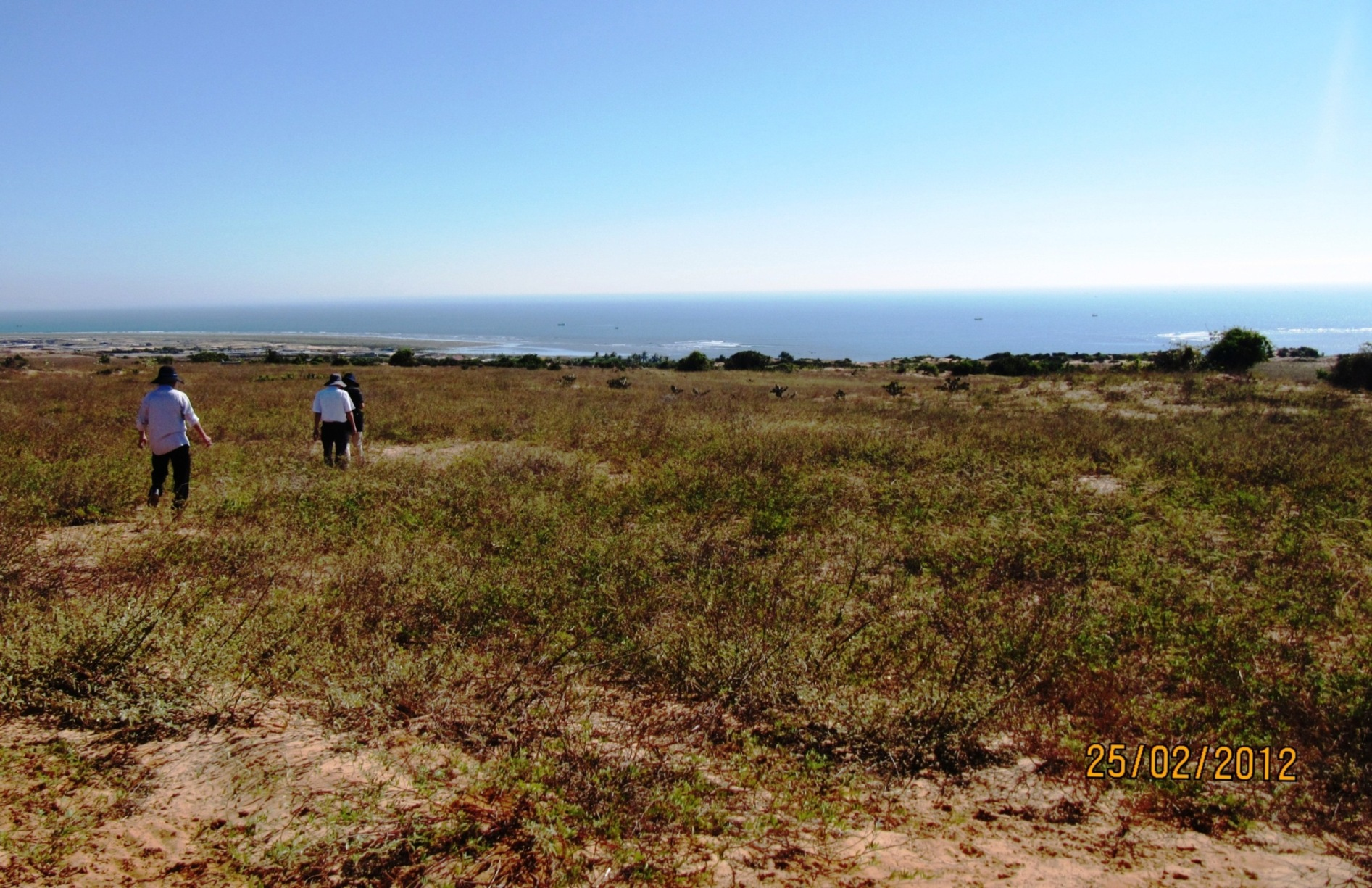
Vùng đất xã Phước Dinh tỉnh Ninh Thuận khô cằn đầy nắng gió. Khuôn viên dự án điện hạt nhân 2012, nay chuyển sang điện Mặt Trời Gelex.

## Lợi thế cạnh tranh
Điện Mặt Trời sử dụng sản phẩm của công nghiệp điện tử là các tấm pin Mặt Trời thu nhận năng lượng từ ánh sáng Mặt Trời biến đổi thành dòng điện một chiều. Pin này được chính thức phát minh vào giữa thế kỷ 20.
Đến nay, các tấm pin Mặt Trời được sản xuất thành module với hiệu suất biến đổi cao, nhiều mức công suất và giá thành rẻ. Bên cạnh đó là hệ thống trữ năng tạm thời và chuyển đổi sang dòng xoay chiều công nghiệp (inverter) được phát triển có độ tin cậy cao để chuyển điện năng lên lưới điện công nghiệp. Điều này làm cho việc sản xuất điện năng bằng pin Mặt Trời hiện có những ưu việt nổi trội:
1. Sản xuất điện Mặt Trời đạt mức thân thiện môi trường tốt nhất, không làm biến đổi các hoạt động của thiên nhiên như làm thay đổi dòng nước, dòng gió.
2. Rất linh hoạt về thiết kể vùng thu năng lượng và công suất, có thể lắp đặt trên mái nhà với công suất vài KW hoặc thành trang trại đến vài trăm MW, theo mặt bằng có dạng bất kỳ.
3. Không đòi hỏi xây dựng nền móng công trình chắc chắn ở vùng công tác, có thể lắp đặt trên đồi, bãi cát, vùng nửa ngập hay phao nổi trên mặt hồ nước.[10][11]
4. Bảo dưỡng rất thuận tiện, có thể sửa chữa khôi phục hoạt động theo từng tấm trong tổng số hàng chục ngàn tấm năng lượng.

Những lợi thế này làm cho một dự án điện Mặt Trời công suất hàng chục MW triển khai thi công chỉ mất vài tháng. Tại Việt Nam, khi có khuyến khích về giá mua thì đã dẫn đến sự "bùng nổ các dự án điện Mặt Trời".

## Ứng dụng điện Mặt Trời tại Việt Nam
- Sản xuất điện năng hòa lưới.
- Trong giao thông như đèn năng lượng Mặt Trời cho các biển báo.
- Trong nuôi trồng thủy sản như chạy máy bơm, đèn bằng năng lượng Mặt Trời.
- Điện năng lượng Mặt Trời ứng dụng trong xây dựng như cho các tòa nhà hạn chế sử dụng điện lưới.

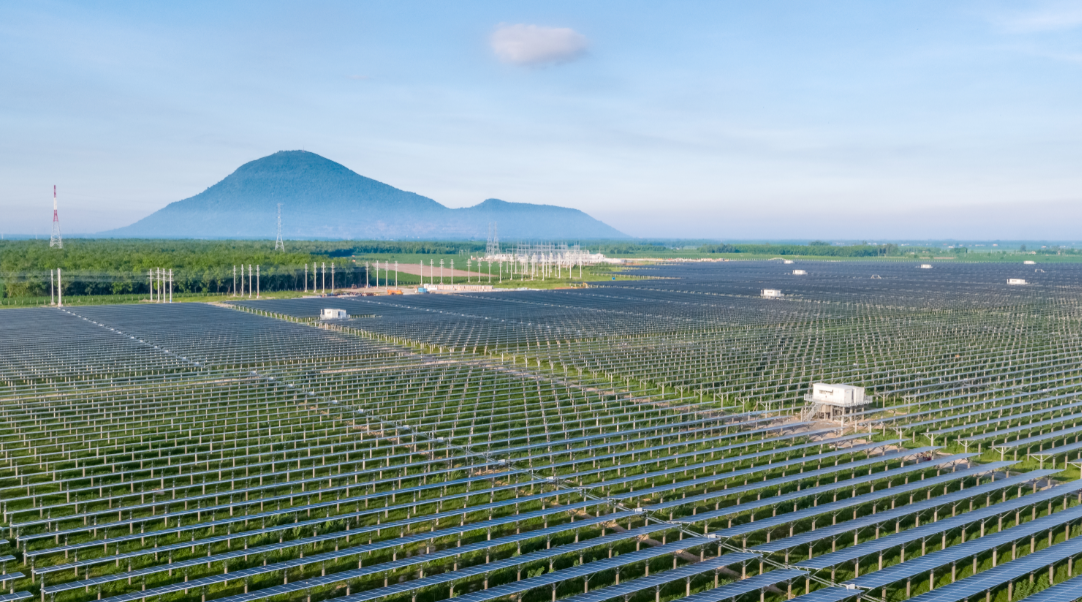
Trang trại điện Mặt Trời Dầu Tiếng.

## Những vấn đề bất cập

### Vấn đề đấu nối
Sự bùng nổ các dự án điện Mặt Trời và điện gió tại các vùng tiềm năng dẫn đến quá tải lưới điện. Tại những vùng như vậy thì lưới điện vốn có hầu hết là lưới điện tiêu thụ, nay phải chuyển đổi sang truyền tải hai chiều.
Mặt khác, các nhà máy điện Mặt Trời và điện gió sản xuất ra điện năng thăng giáng tùy theo mức nắng gió và là thứ không thể kiểm soát hoặc dự báo trước được. Nó khác với trong thủy điện hay nhiệt điện có thể chủ động điều chỉnh lượng năng lượng cấp cho tua bin để duy trì điện năng sản ra theo nhu cầu. Điều này dẫn đến phải có đầu tư nhất định để chuyển đổi truyền tải phù hợp, cũng như nhà máy phải xây dựng hệ thống đấu nối phù hợp.
Các dự án ở vị trí gần với thủy điện hoặc nhiệt điện có điều kiện thuận lợi để đầu nối. Trong số đó là nhà máy có dàn thu năng lượng đặt ở vùng hồ thủy điện.
Tuy nhiên các dự án ở xa, không thuận lợi đấu nối vào lưới điện có thể không xử lý nổi khó khăn này, dẫn đến một bộ phận nhà đầu tư "tháo chạy khỏi điện Mặt Trời".

### Nguy cơ ô nhiễm
Trước mắt thì điện Mặt Trời được coi là sạch và thân thiện với môi trường. Tại các vùng thảm thực vật thưa thớt thì các dàn pin Mặt Trời che bớt nắng chiếu, làm giảm tác động nhiệt của ánh nắng. Tuy nhiên, nếu thảm thực vật dày thì việc tạo ra trang trại pin là hành vi phá rừng và gây ra biến đổi khí hậu cục bộ.
Quá trình vận hành trang trại pin có thể xả ra môi trường hai nguồn chất độc hại.
- Các dung môi tẩy rửa bề mặt tấm pin, chảy trực tiếp xuống vùng nền đất hoặc hồ nước, đặc biệt khi hệ thống rửa thiết kế không phù hợp, không thu hồi nước rửa.
- Những vật liệu hư hỏng, những tấm pin hỏng mà nhà máy điện Mặt Trời thải ra.

Các tấm pin Mặt Trời được coi là bền chắc, sản phẩm từ các hãng có uy tín có thời gian phục vụ đến 25 năm. Thời gian như vậy tuy dài nhưng cũng là có hạn. Mặt khác do các sự cố va đập, sét đánh hay vì nguyên nhân khác, một số tấm pin hỏng dần trước khi đến thời gian sống chờ đợi. Việc xử lý hàng trăm ngàn tấm pin phế thải có nhiều chất độc hại là vấn đề lớn đối với môi trường, đặc biệt là ở Việt Nam thường có thói quen tấp đống vào một chỗ.
Nguy cơ này càng lớn khi pin Mặt Trời và các vật liệu phụ trợ được nhập từ các cơ sở sản xuất có độ tin cậy thấp.

### Tác động đến nước ngầm
Các tấm pin Mặt Trời trong trang trại điện có thể được coi là thay thế cho thảm thực vật hấp thu năng năng lượng Mặt Trời, nên nó có thể góp phần điều hòa nhiệt trong vùng tựa như thực vật.
Tuy nhiên về thủy văn thì điều rõ ràng là các trang trại điện trên mặt đất hủy hoại khả năng giữ nước và thấm nước xuống đất thành nước ngầm. Điều đặc biệt nguy hại hơn, là khi xây dựng trang trại người ta xử lý bề mặt đất nhắm tới thoát nước nhanh và tạo cảnh quan trực quan có dáng vẻ công nghiệp. Tức là trang trại điện đóng góp giống như tệ phá rừng, làm mất khả năng giữ nước của vùng, dẫn đến tăng biên độ lũ những ngày mưa, và khô hạn những ngày nắng. Điều này dường như khó nhận ra và bị bỏ qua trong các điều tra tác động môi trường của dự án.

## Sản xuất pin năng lượng Mặt Trời tại Việt Nam
Tại Việt Nam đã và đang xây dựng các nhà máy sản xuất pin năng lượng Mặt Trời. Tuy nhiên không có cơ sở nào thực hiện luyện kim ra các tấm vật liệu. Theo cách giới thiệu của công ty, thì một số có nhà máy "chế tạo" theo hình thức gia công lắp ráp ra tấm pin từ các mảng vật liệu ngoại nhập, một số khác giới thiệu lập lờ và không trình ra cơ sở sản xuất thực sự, tức là hầu hết các khâu "sản xuất" thực hiện ở nước ngoài.
- First Solar, Củ Chi: dự án do First Solar, Inc. là nhà sản xuất pin Mặt Trời của Mỹ, đầu tư triển khai xây dựng từ tháng 3 năm 2011 tại Khu công nghiệp Đông Nam (Củ Chi), đã tạm hoãn sau hơn 10 tháng triển khai.[19] Đầu năm 2018 có thông báo tái khởi động.[20]
- HT Solar, Hải Phòng: có quan hệ với Đường Sơn Haitai New Energy Technology Co.. Nhà xưởng hiện có là F3-1 và F3-2, Lô F3, KCN Tràng Duệ, thuộc Khu kinh tế Đình Vũ–Cát Hải, xã Hồng Phong, huyện An Dương, Hải Phòng.
- IREX Solar, Vũng Tàu: là thành viên của tập đoàn Năng lượng Mặt Trời Bách Khoa (SolarBK).
- Vina Solar, Lào Cai.
- IC Energy, Quảng Nam.
- Trina Solar, Bắc Giang.
- JA Solar, Bắc Giang.
- Canadian Solar, Hải Phòng.